# 18. Jahrhundert v. Chr.
Portal Geschichte | Portal Biografien | Aktuelle Ereignisse | Jahreskalender | Tagesartikel

◄ |
3. Jt. v. Chr. |
2. Jahrtausend v. Chr. | 1. Jt. v. Chr.  

◄ |
20. Jh. v. Chr. |
19. Jh. v. Chr. |
18. Jahrhundert v. Chr. |
17. Jh. v. Chr. |
16. Jh. v. Chr. |
►

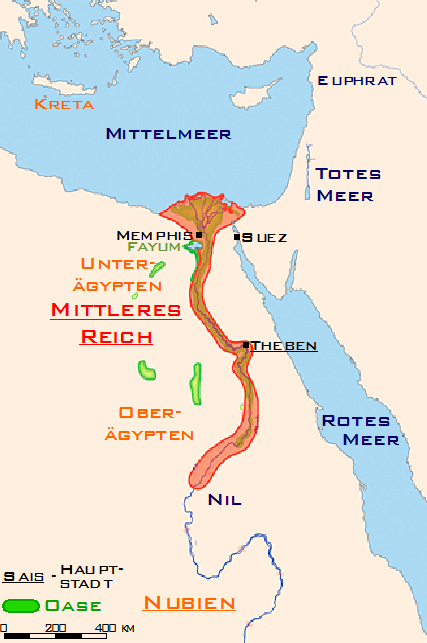
Ausdehnung des ägyptischen Reiches

Territoriale Situation um 1800 v. Chr.

Das 18. Jahrhundert v. Chr. begann am 1. Januar 1800 v. Chr. und endete am 31. Dezember 1701 v. Chr.

## Zeitalter/Epoche
- 1781 v. Chr. endet die Periode des Mittleren Reiches in der Geschichte der ägyptischen Hochkultur. Bei der genauen Jahreszahl gibt es unterschiedliche Meinungen. Die Zeit des Mittleren Reiches (etwa 2000–1650 v. Chr.) und die Zweite Zwischenzeit (etwa 1648–1550 v. Chr.) entsprechen im alten Orient der Mittleren Bronzezeit[1]

## Ereignisse/Entwicklungen

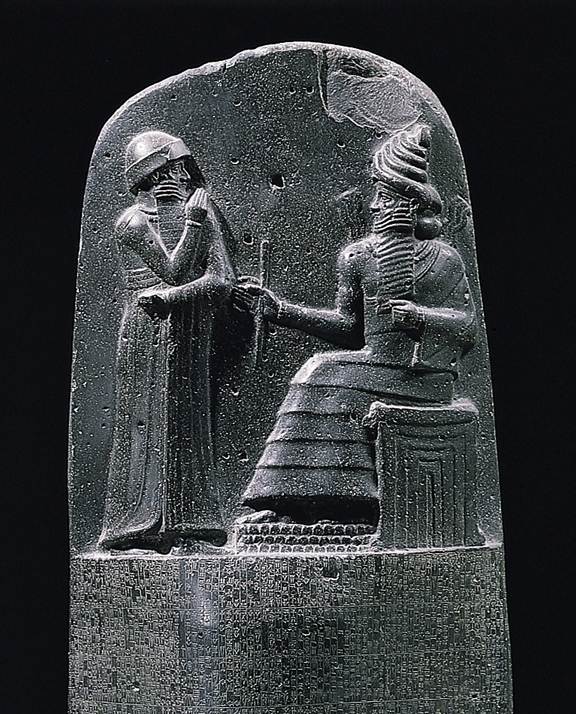
Hammurapis Gesetzeskodex

- um 1800 v. Chr. Erdbeben südlich von Caldera (Chile) mit einer Magnitude von wahrscheinlich etwa Mw 9,5[2]
- Im 18. Jahrhundert v. Chr. wurden die meisten Städte der Indus-Kultur aufgegeben und es kam zum allmählichen Niedergang dieser Kultur[3].
- Im 18. Jahrhundert v. Chr. wurde die Königsdynastie von Ugarit gegründet[4]. Ugarit wurde somit zu einem Stadtstaat.
- um 1796 v. Chr. eroberte der babylonische König Sin-muballit die Stadt Isin[5].
- um 1793 v. Chr. wurde Isin von Rim-Sin I. aus Larsa erobert. Isin fällt somit unter die Herrschaft von Larsa (später wieder an Babylonien)[5].
- um 1792 v. Chr. eroberte der Assyrerkönig Šamši-Adad I. die Stadt Mari[6].
- Wahrscheinlich wurde der Codex Ešnunna in der Regierungszeit von Dāduša (1788–1779 v. Chr.) geschrieben[7]. Diese Rechtssammlung ist etwas älter als der wesentlich bekanntere Codex Hammurapi.
- um 1786 v. Chr. eroberte der babylonische König Hammurapi I. die Städte Isin und Uruk, die zuvor Rim-Sin I. einnahm[5].
- um 1780 v. Chr.: Ausbruch des Vesuv: Er ist verheerender als der Ausbruch von 79 n. Chr., der Ascheregen reicht bis in das heutige Stadtgebiet Neapels – vierter plinianischer Ausbruch oder Pomici di Avellino (Avellino-Eruption).
- um 1775 v. Chr. erlangte Mari unter Zimri-Lim die Unabhängigkeit vom assyrischen Reich zurück[6].
- spätestens um 1772 v. Chr. entsteht der Codex Hammurapi, eine der ältesten Gesetzessammlungen der Welt, des babylonischen Königs Hammurapi I.[8]
- um 1763 v. Chr. eroberte der babylonische König Hammurapi I. die Stadt Larsa. Larsa fiel somit unter babylonische Hegemonie und Babylonien wurde zum dominierenden Reich in Mesopotamien[6].
- um 1750 v. Chr.: Ausbruch des Mount Veniaminof, Alaska

## Persönlichkeiten

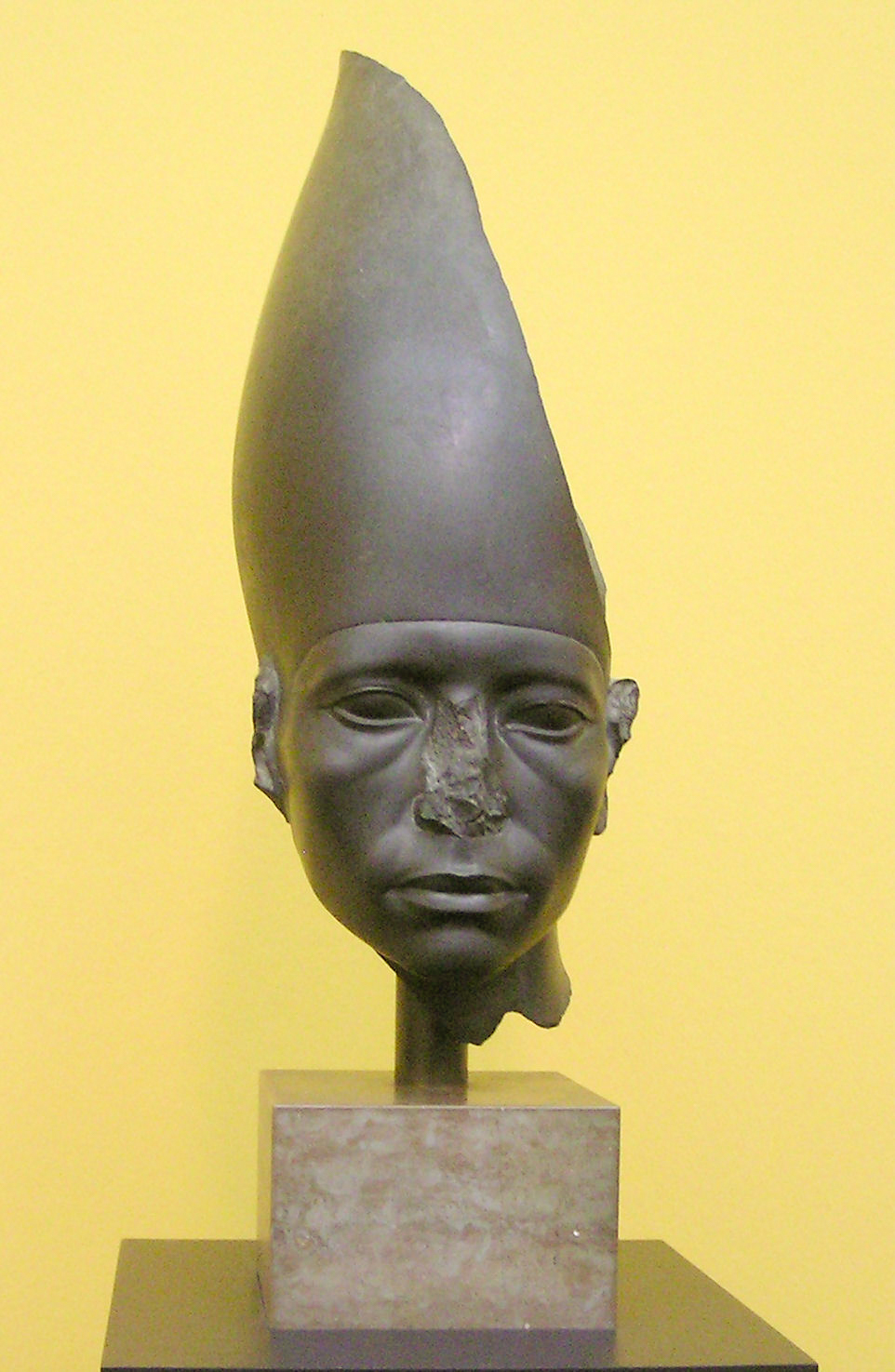
Kopf einer Statue von Amenemhet III.

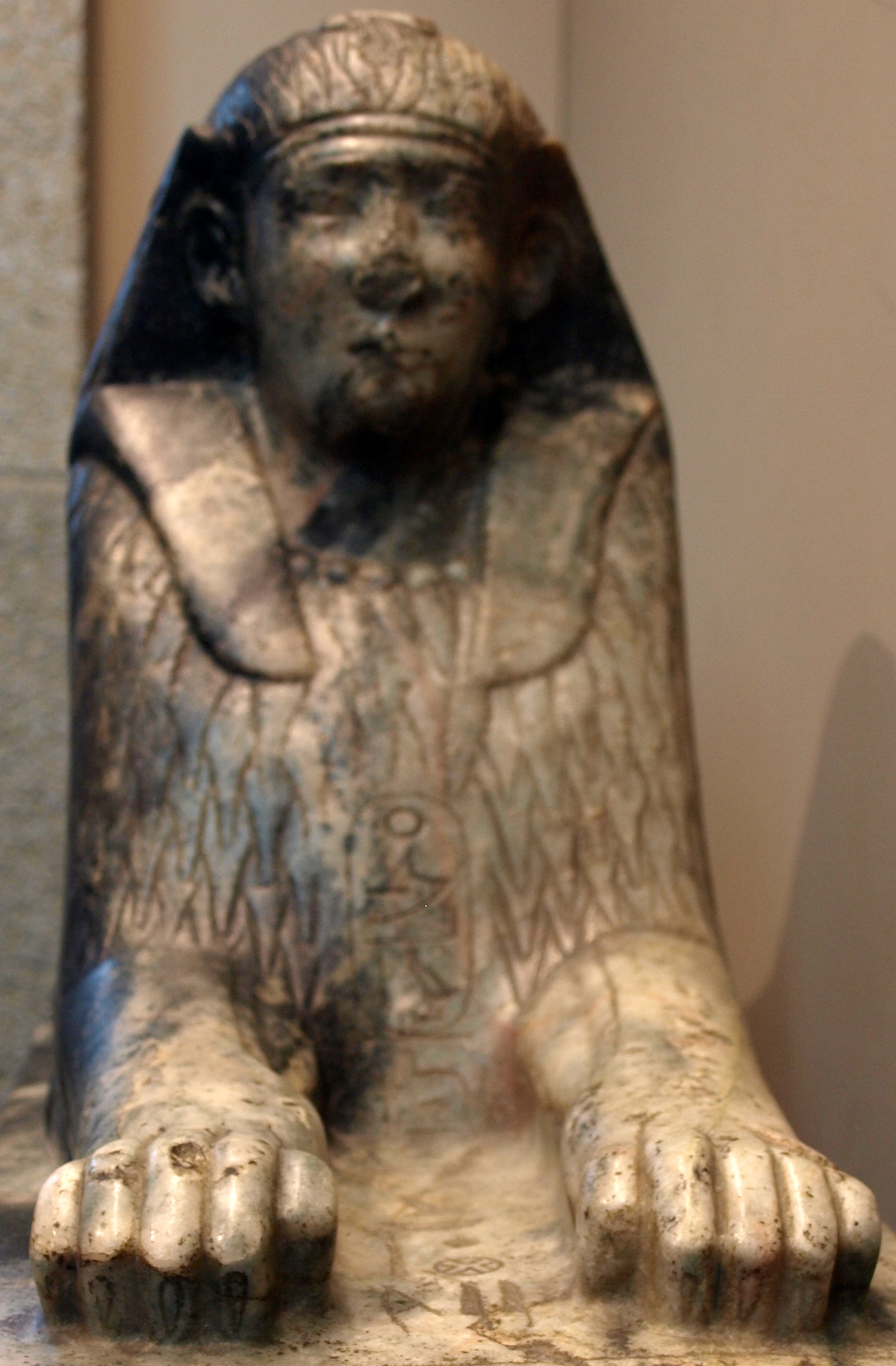
Sphinx Amenemhet IV.

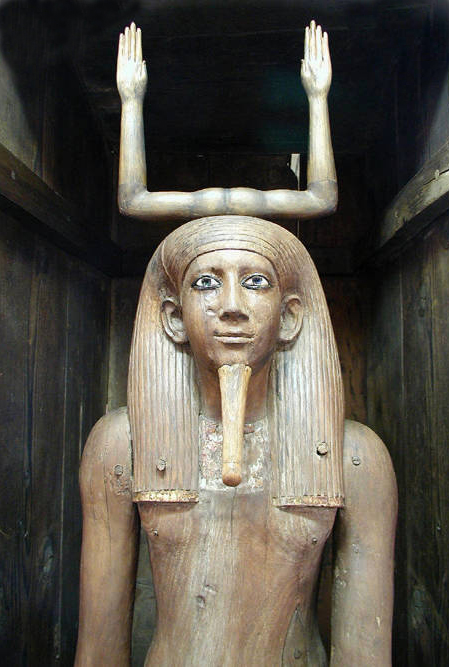
Statue Hor I.

Hinweis: Die Regierungsjahre lassen sich in diesem Jahrhundert noch nicht genau bestimmen. Von daher handelt es sich um ungefähre Schätzungen.

### Pharaonen von Ägypten
- Amenemhet III. (1818–1773 v. Chr.)
- Amenemhet IV. (1773–1763 v. Chr.)
- Nofrusobek (1763–1759 v. Chr.)
- Wegaf (1759–1757 v. Chr./Begründer der 13. Dynastie)
- Sechemrechuitaui (1752–1746 v. Chr.)
- Sehetepibre (1743–1742 v. Chr.)
- Efni (1741 v. Chr.)
- Amenemhet VI. (1740 v. Chr.)
- Nebennu (1739 v. Chr.)
- Hotep-ib-Re (1738 v. Chr.)
- Sewadjkare (1737 v. Chr.)
- Nedjemibre (1736 v. Chr.)
- Sobekhotep I. (1735 v. Chr.)
- Renseneb (1734–1733 v. Chr.)
- Hor I. (1732 v. Chr.)
- Amenemhet VII. (1731–1724 v. Chr.)
- Sobekhotep II. (1724–1718 v. Chr.)
- Chendjer (1718–1712 v. Chr.)
- Emramescha (1711 v. Chr.)
- Anjotef IV. (1710 v. Chr.)
- Seth (1709 v. Chr.)
- Sobekhotep III. (1708–1705 v. Chr.)
- Neferhotep I. (1705–1694 v. Chr.)

### Könige von Assyrien
- Šamši-Adad I. (1808–1776 v. Chr.)
- Išme-Dagan I. (1775–1736 v. Chr.)
- Mut-Aškur (1735 v. Chr.)
- Aššur-dugul (1735–1730 v. Chr.)
- Aššur-apla-iddina (1729–???? v. Chr.)

### Könige von Babylonien
- Sin-muballit (1812–1793 v. Chr.)
- Hammurapi I. (1792–1750 v. Chr.)
- Šamšu-iluna (1749–1712 v. Chr.)
- Abi-ēšuḫ (1711–1684 v. Chr.)

### Könige von Byblos
- Abischemu (1820–1795 v. Chr.)
- Ipschemuabi (1795–1780 v. Chr.)
- Yantin-hamu (1765–1735 v. Chr.)

### Könige von Elam
- Siwe-Palar-Khuppak (um 1775 v. Chr.)
- Kutir-Nahhunte I. (um 1725 v. Chr.)

### Könige von Ešnunna
- Narām-Sin (1808–1798 v. Chr.)
- Dannum-Tāḫāz (um 1798 v. Chr.)
- Dāduša (um 1788–1779 v. Chr.)

### König von Isin
- Damiq-ilīšu (1816–1794 v. Chr.)

### Könige von Jamchad
- Jarim-Lim I. (1781–1765 v. Chr.)
- Abban (um 1751 v. Chr.)

### König von Larsa
- Rim-Sin I. (1822–1763 v. Chr.)

### König von Mari
- Zimri-Lim (1773–1759 v. Chr.)